# Cintura verde di Monaco

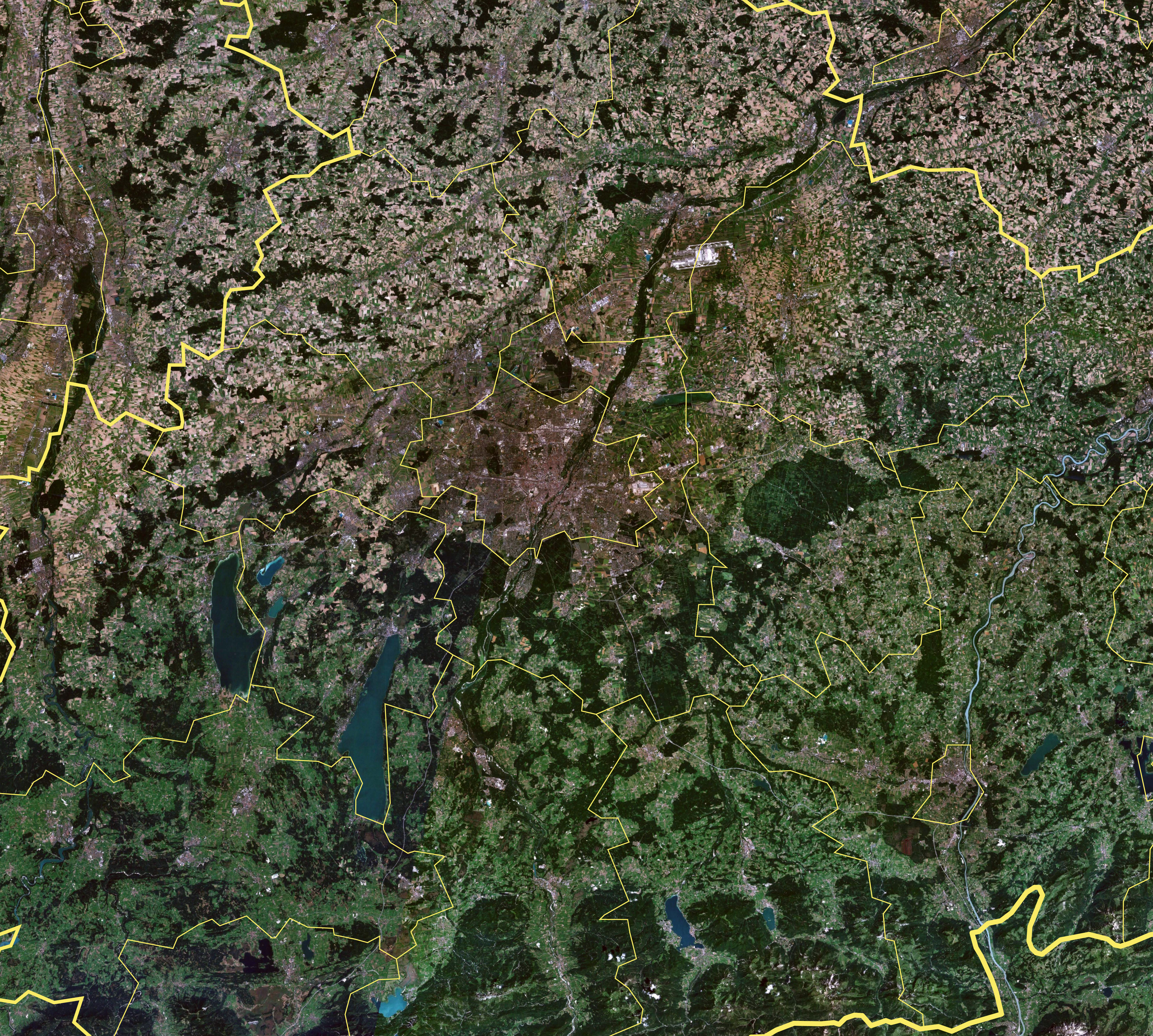
Immagine satellitare della regione di Monaco di Baviera, con i confini del distretto

Con la cintura verde di Monaco (in tedesco: Münchner Grüngürtel) si indica il complesso di aree verdi situate nella periferia di Monaco di Baviera e nell'area di transizione verso i comuni limitrofi. La cintura verde di Monaco copre un'area di circa 335 chilometri quadrati.

## Aree verdi
Tradizionalmente, le aree intorno a Monaco sono utilizzate principalmente per l'agricoltura. Nell'area urbana si trovano attualmente circa 100 aziende agricole a tempo pieno , nonché diversi orti e caffè di bacche per la raccolta autonoma.
Tuttavia, vi si trovano anche aree ancora preservate da una massiccia attività antropica. Tra di esse si contano:
- le foreste a nord (Hartelholz, Schwarzhölzl), a ovest (Angerlohe, Allacher Forst, Aubinger Lohe) e a sud (Forstenrieder Park, Grünwalder Forst, Perlacher Forst) di Monaco;
- il fiume Isar con le sue sponde di ghiaia e le aree di pianura alluvionale;
- le vaste aree di brughiera ricche di fiori (Panzerwiese, Fröttmaninger Heide, Hachinger Tal Landschaftspark) a nord e a sud-est;
- le torbiere a ovest (Aubinger Moos) e nord (Dachauer Moos, Erdinger Moos, Johanneskirchener Moos).[5]

Della cintura verde di Monaco fanno parte anche aree isolate di biotopo nell'area urbana (l' Hirschau all'Englischer Garten con il prato superiore dell'Isar, il sistema dei canali settentrionali di Monaco, il biotopo anfibio di Fasanerie, il biotopo ad Ackermannbogen, il Flaucher, il Virginia-Depot, l'area circostante la stazione ferroviaria Olympiastadion di Monaco e altre aree verdi di Monaco). Nel 2001 la città di Monaco ha deciso di aprire un cosiddetto "conto ecologico "e di rinaturalizzare ulteriori aree.

## Galleria d'immagini
Flora 

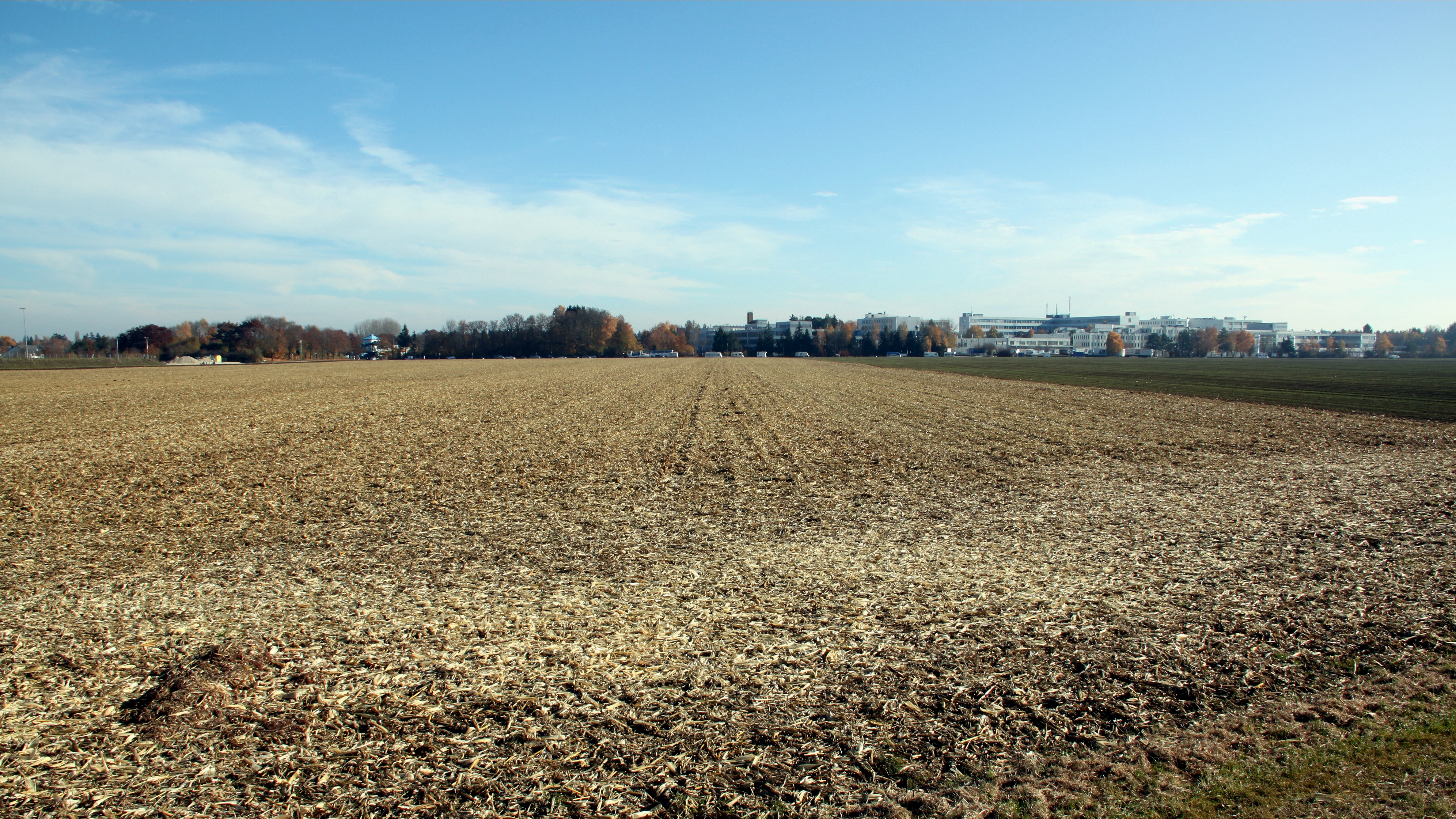
Area campestre a Ottobrunn
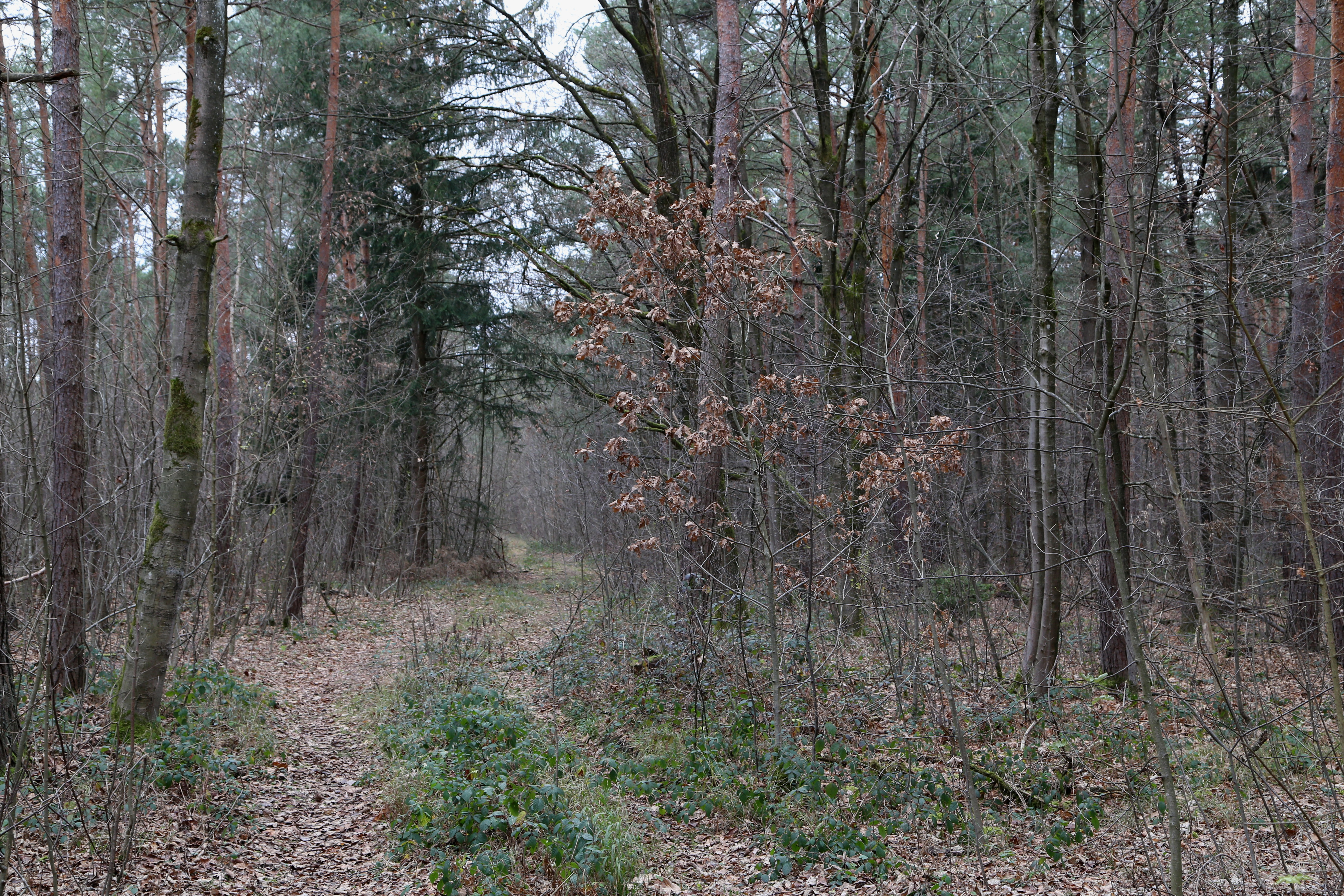
Hartelholz
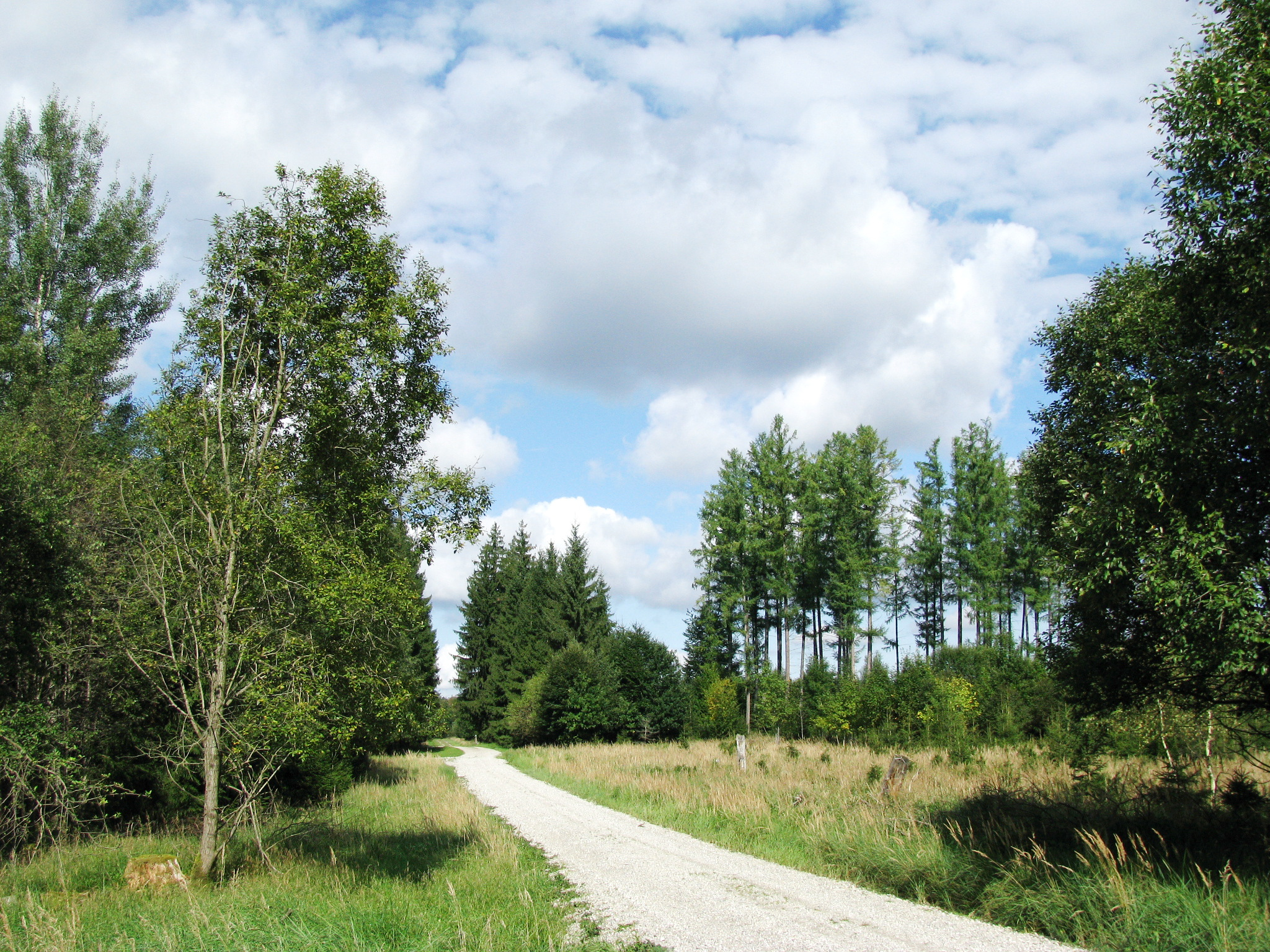
Foresta di Forstenried
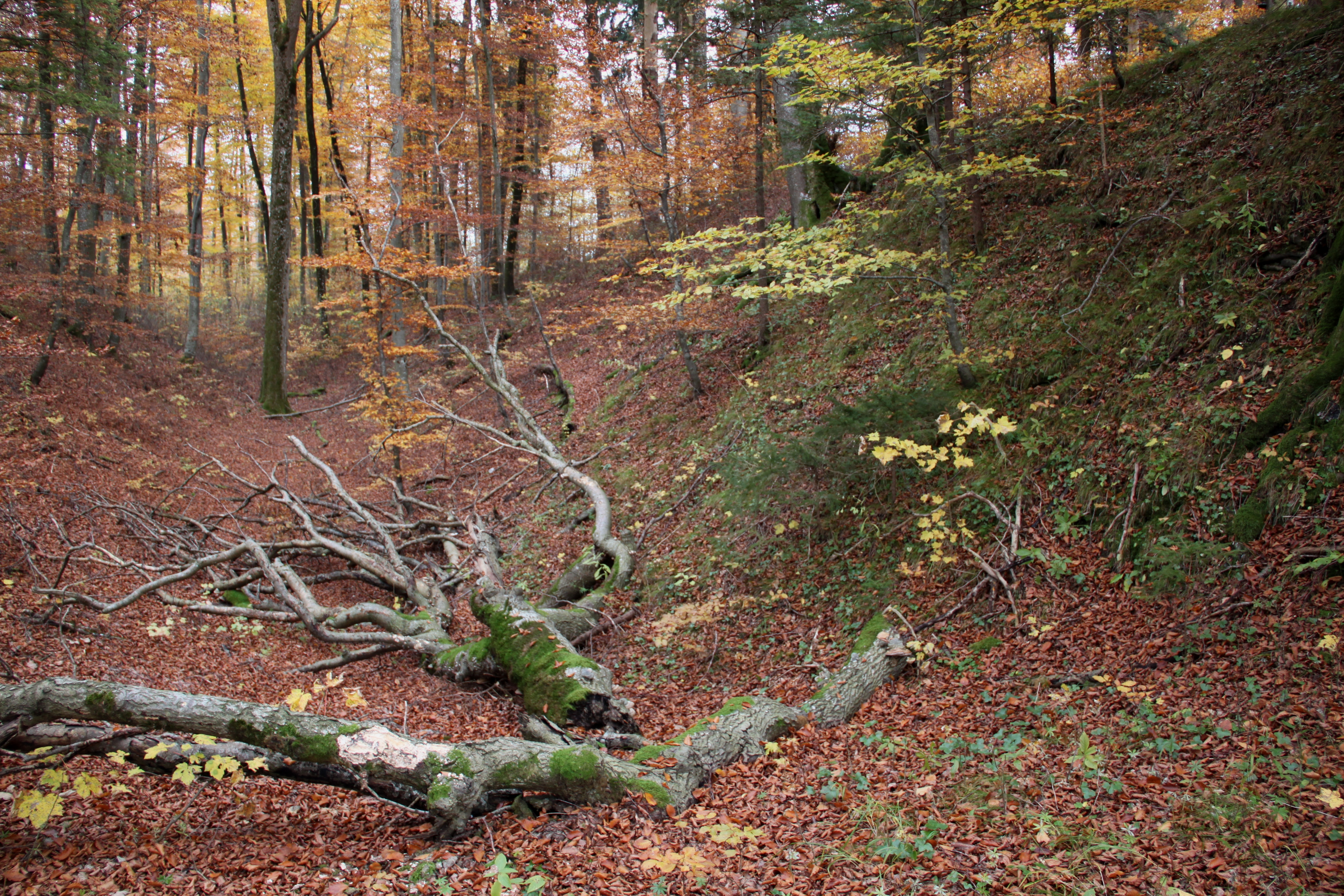
Grünwald
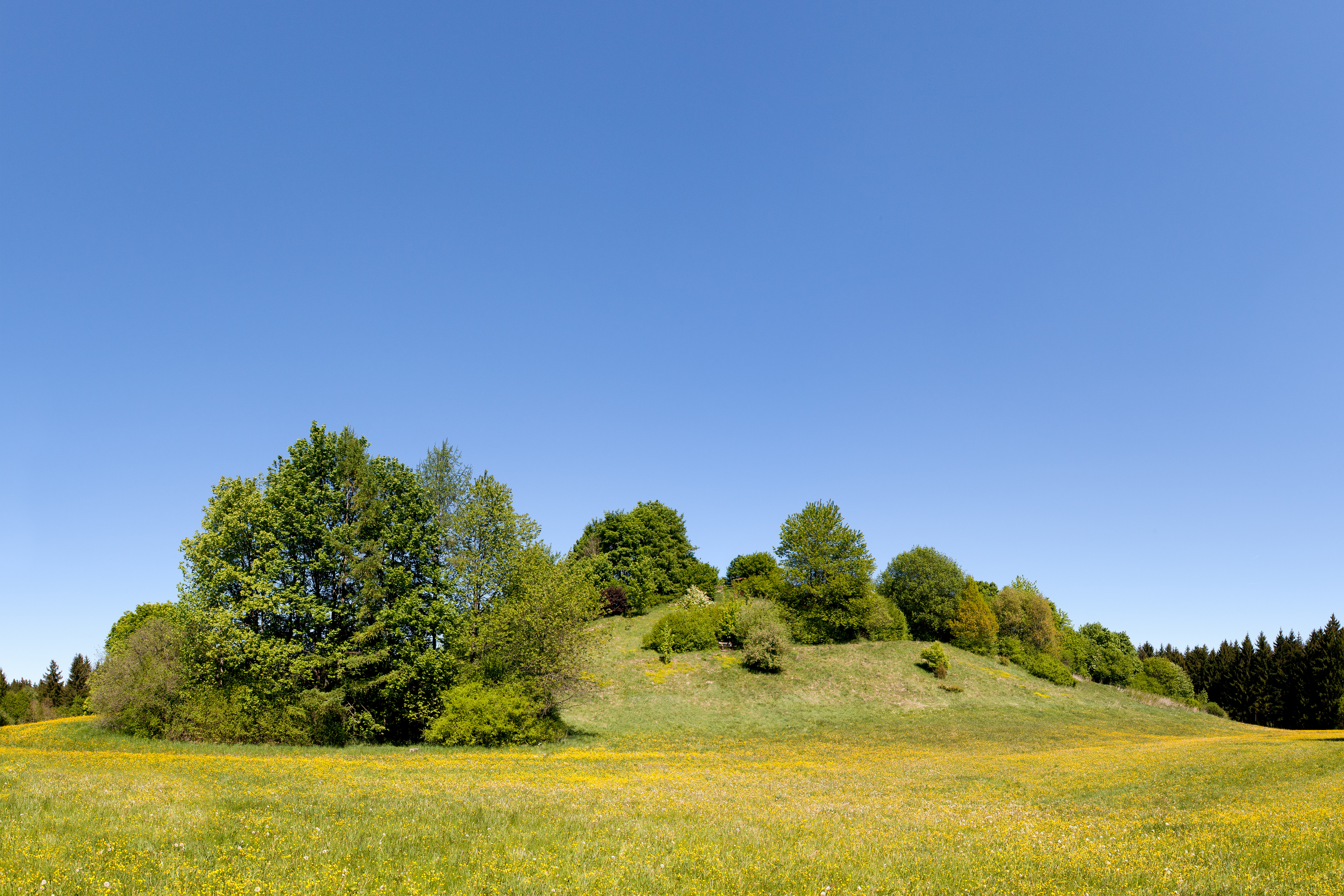
Perlacher Mugl
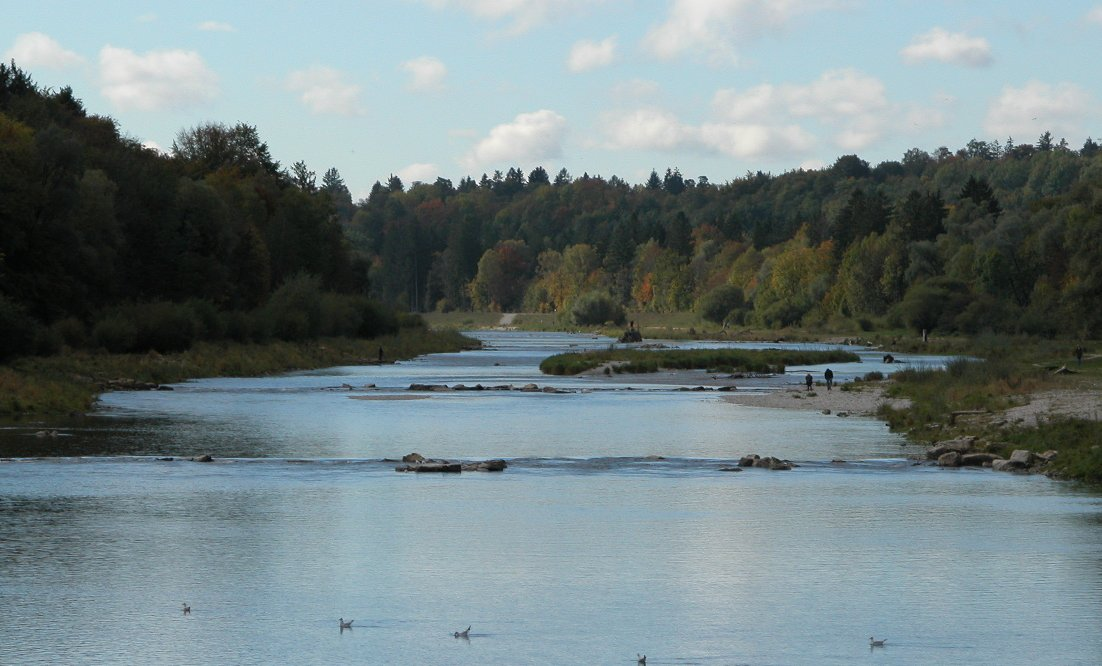
Isar
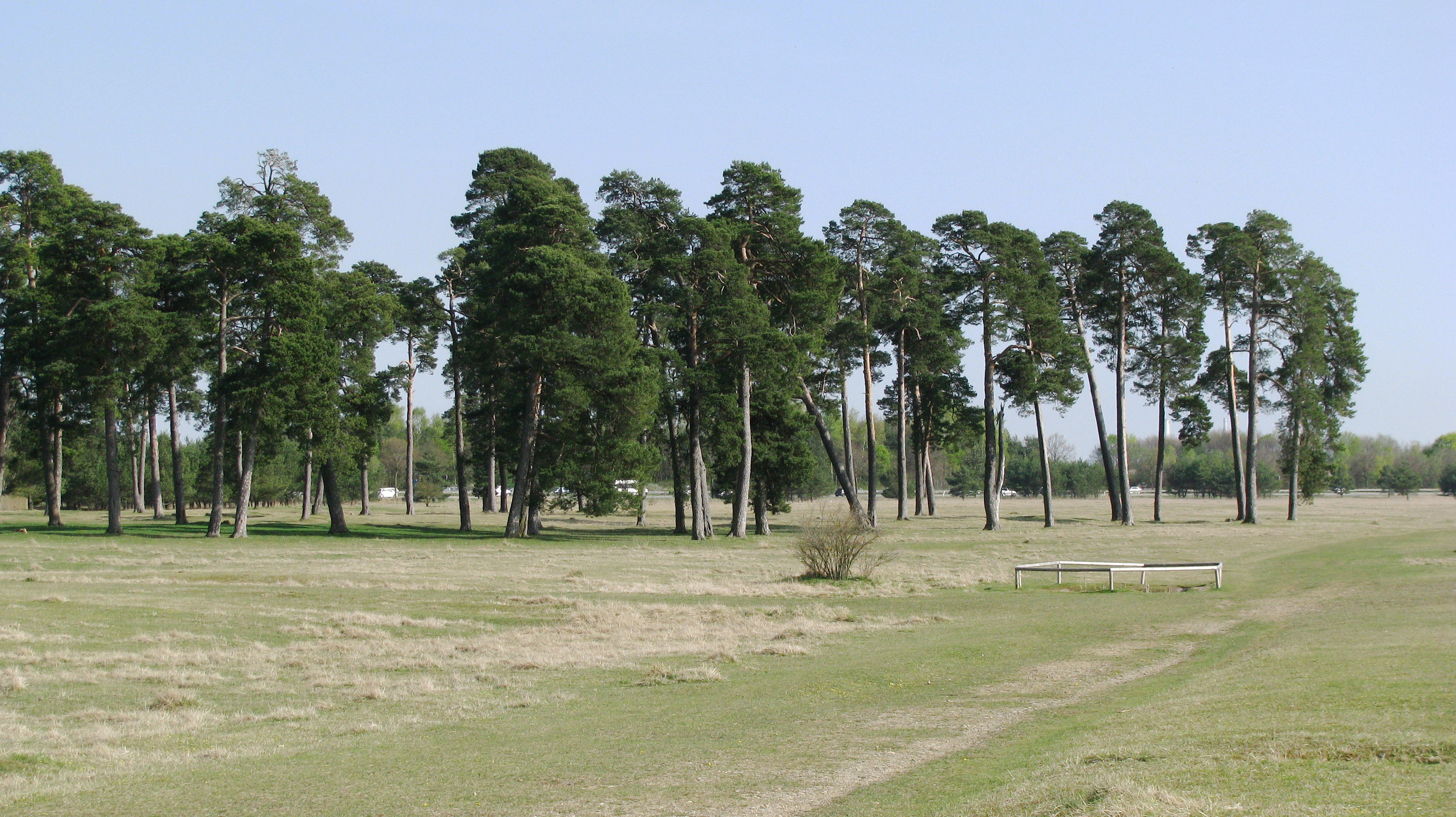
Panzerwiese
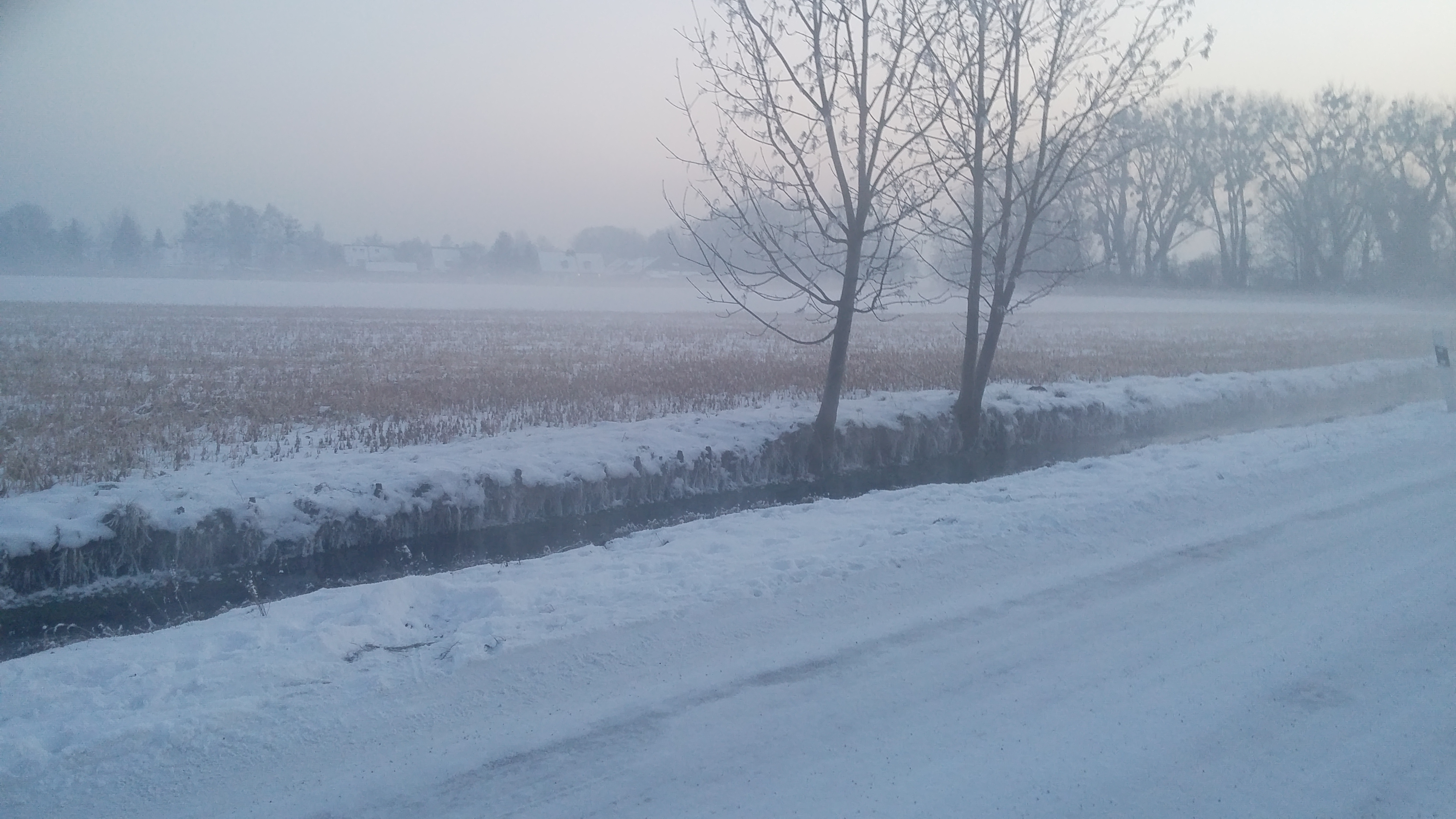
Feldmochinger Mühlbach (sistema dei canali settentrionali di Monaco)

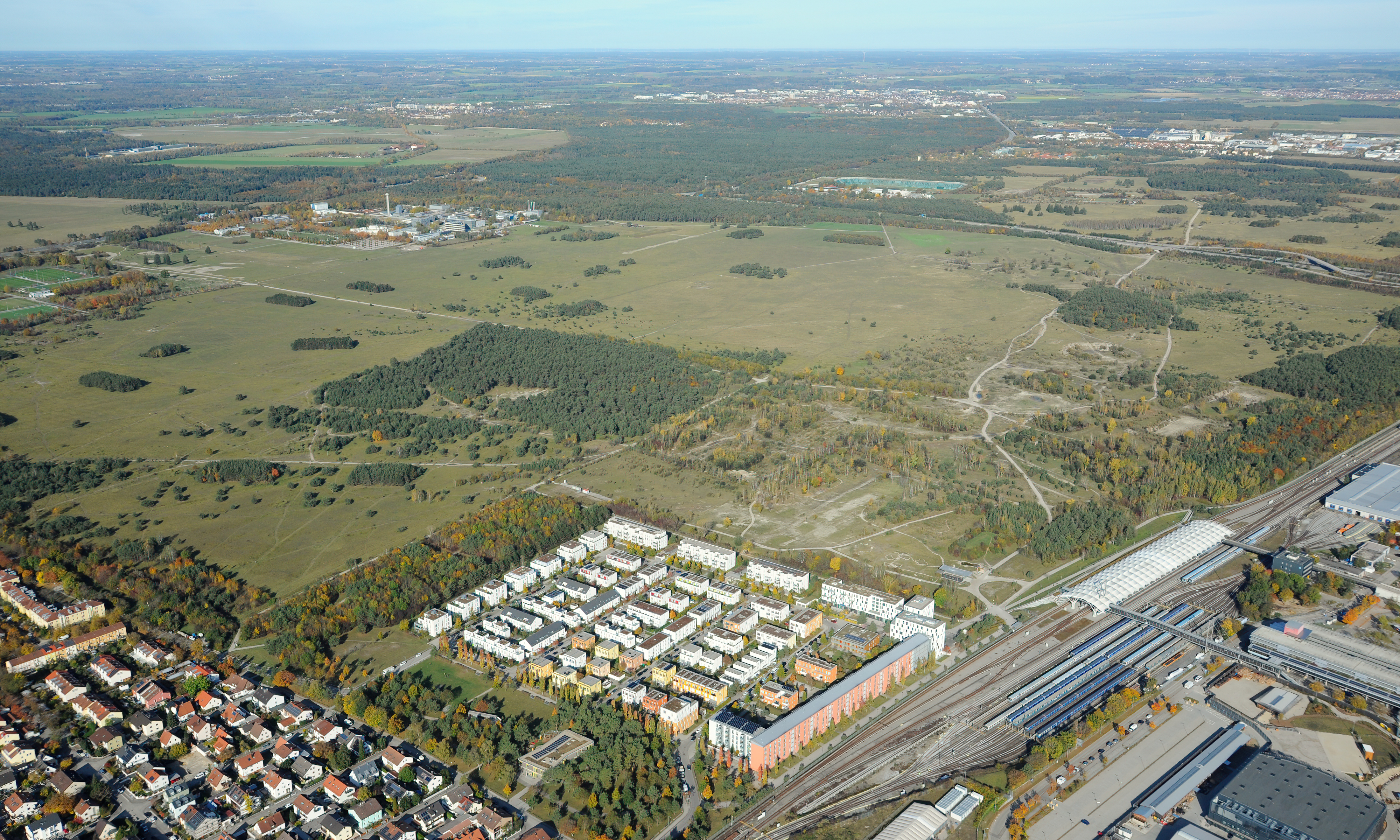
Fröttmaninger Heide
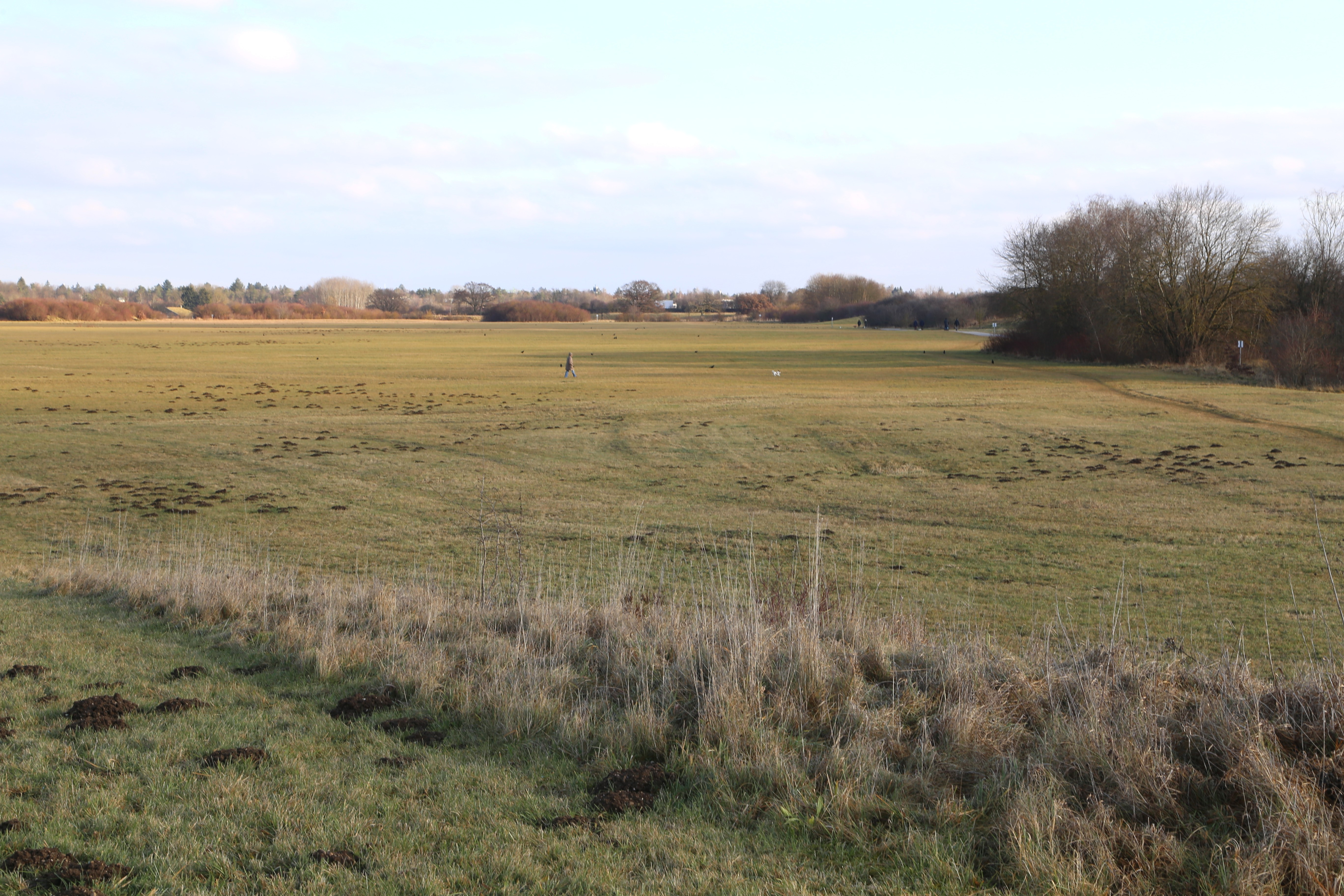
Valle di Haching
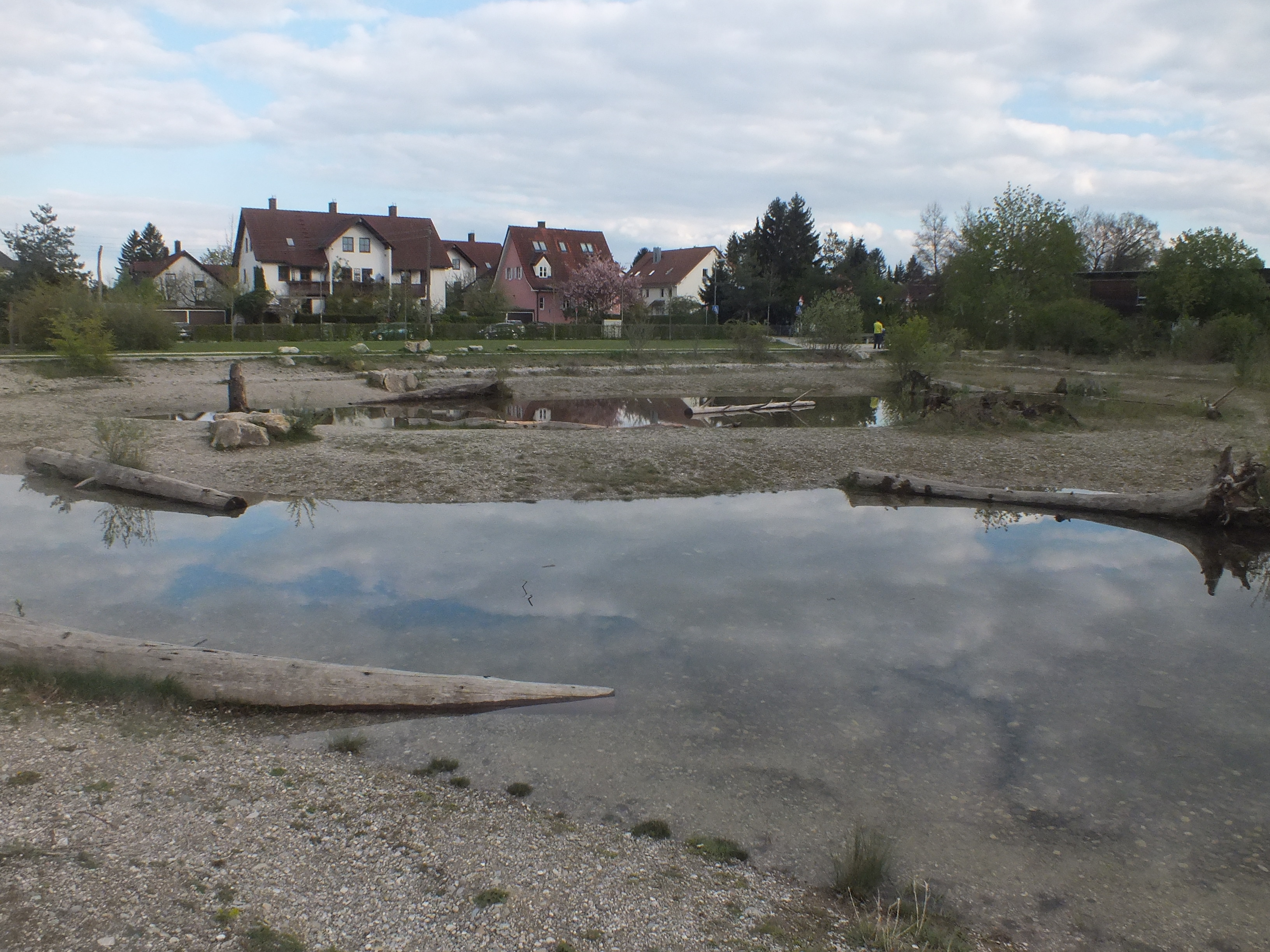
Biotopo anfibio a Fasanerie
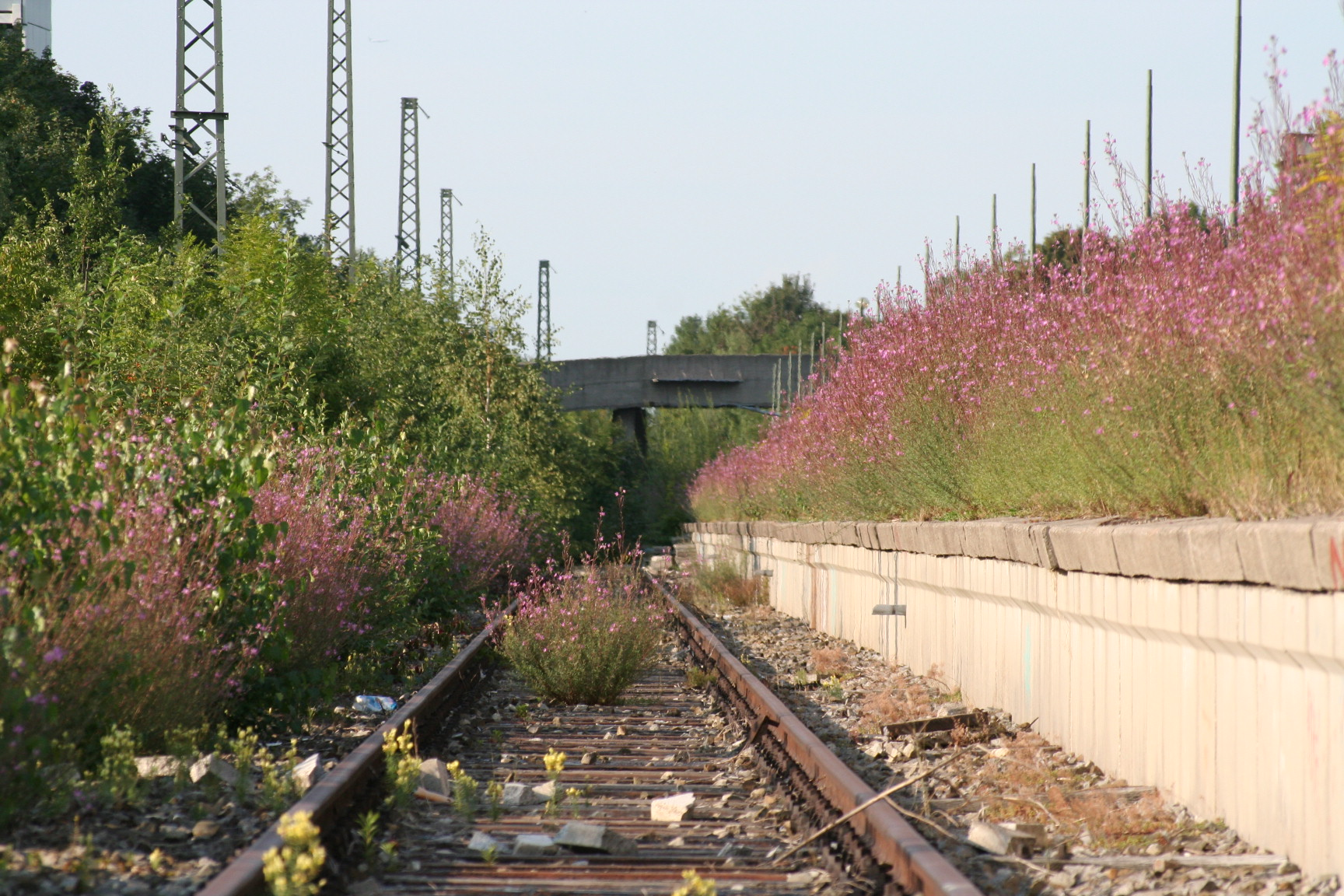
Area della stazione ferroviaria dello Stadio Olimpico di Monaco
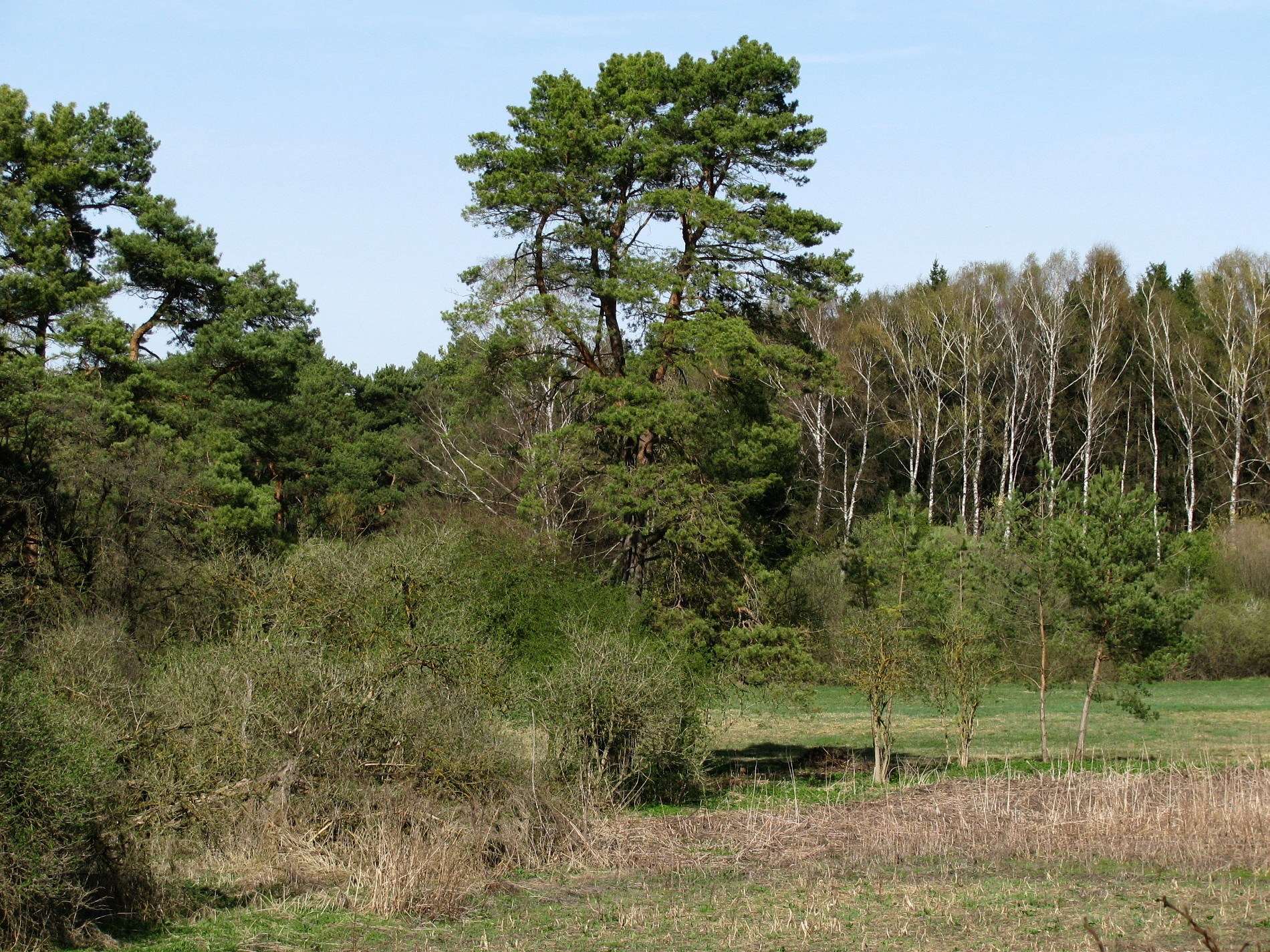
Torbiera di Dachau
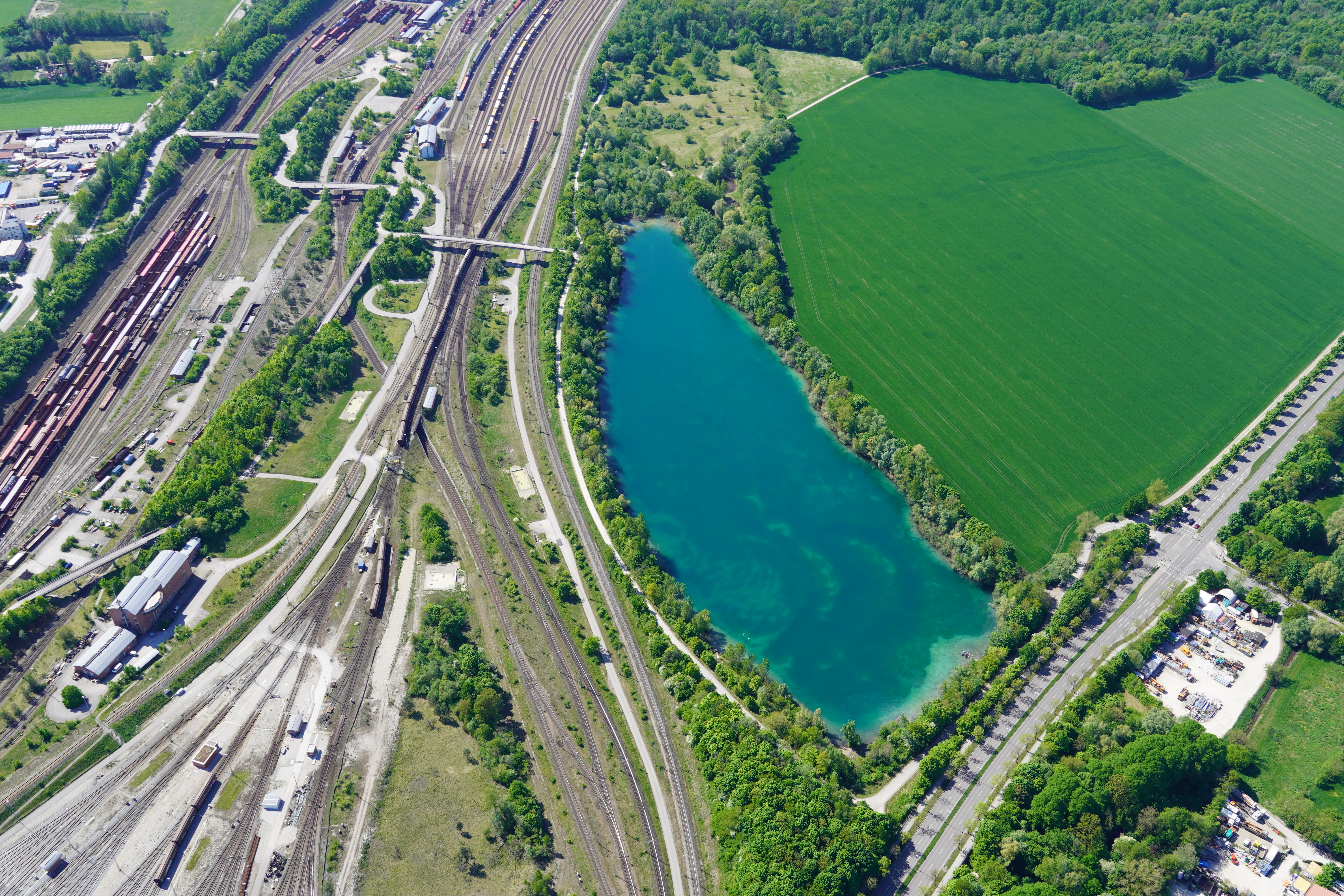
Allacher Lohe
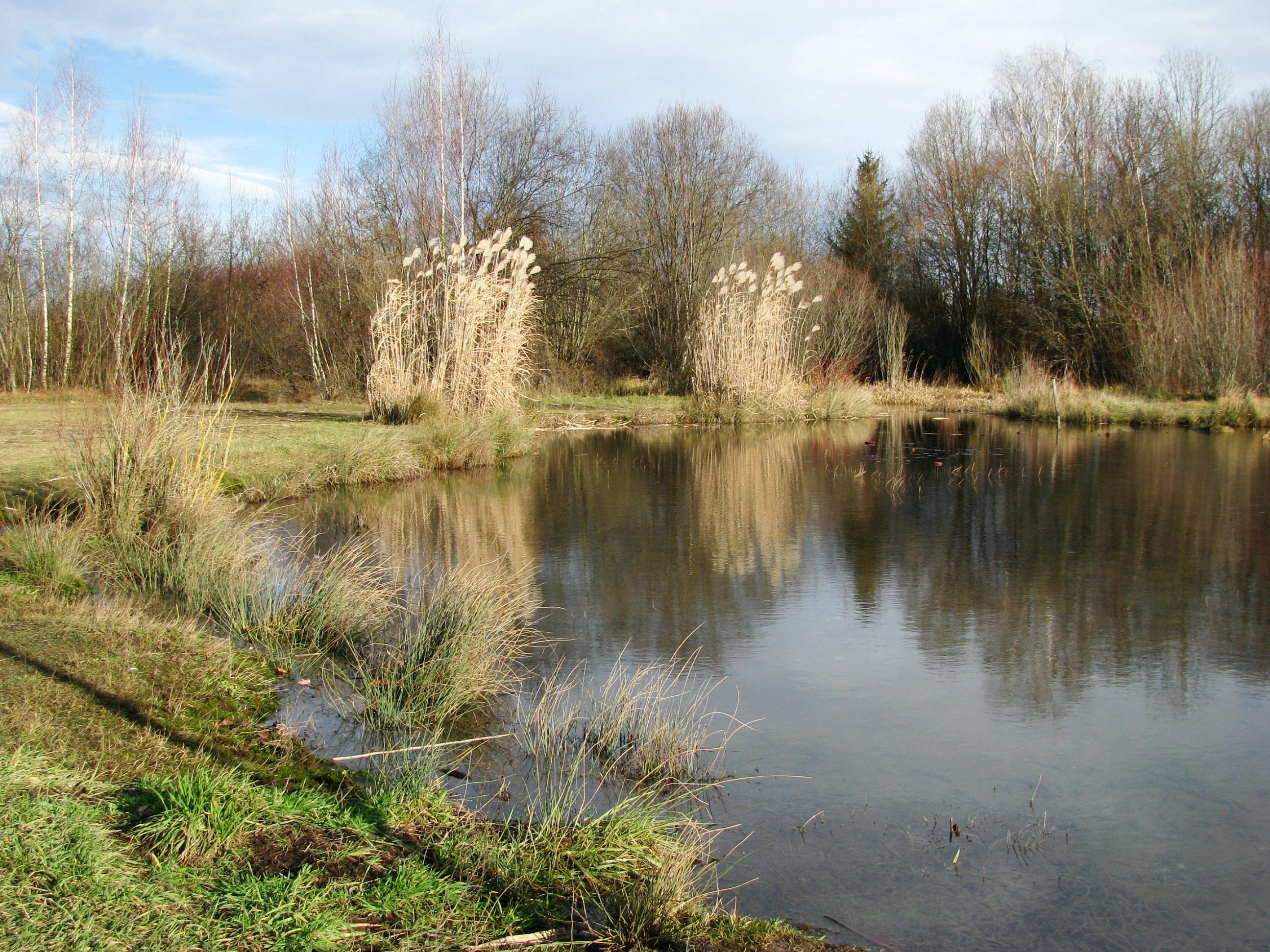
Angerlohe
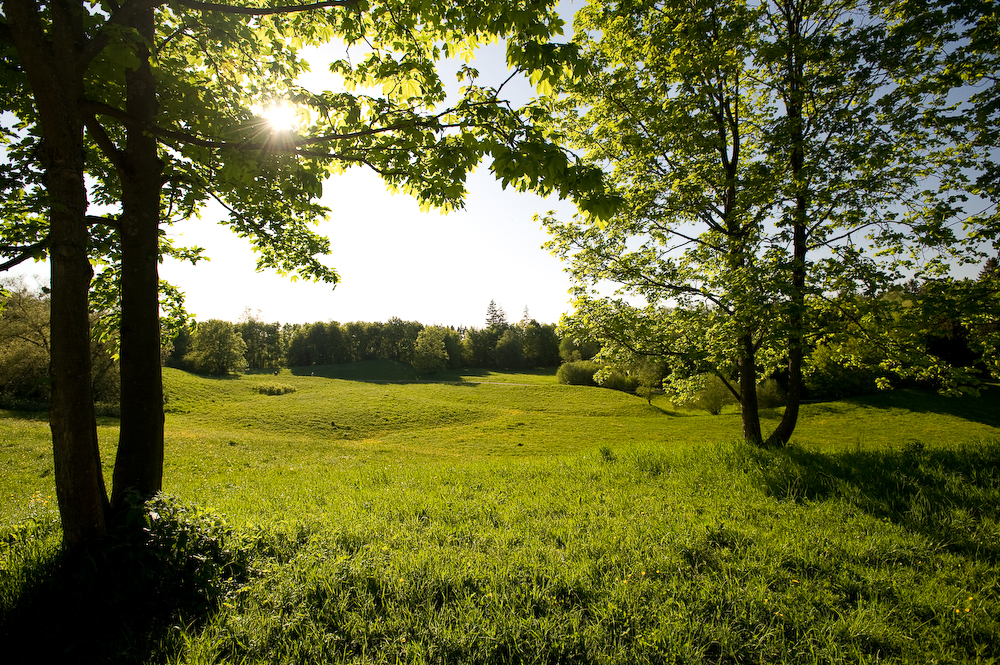
Aubinger Lohe

Fauna

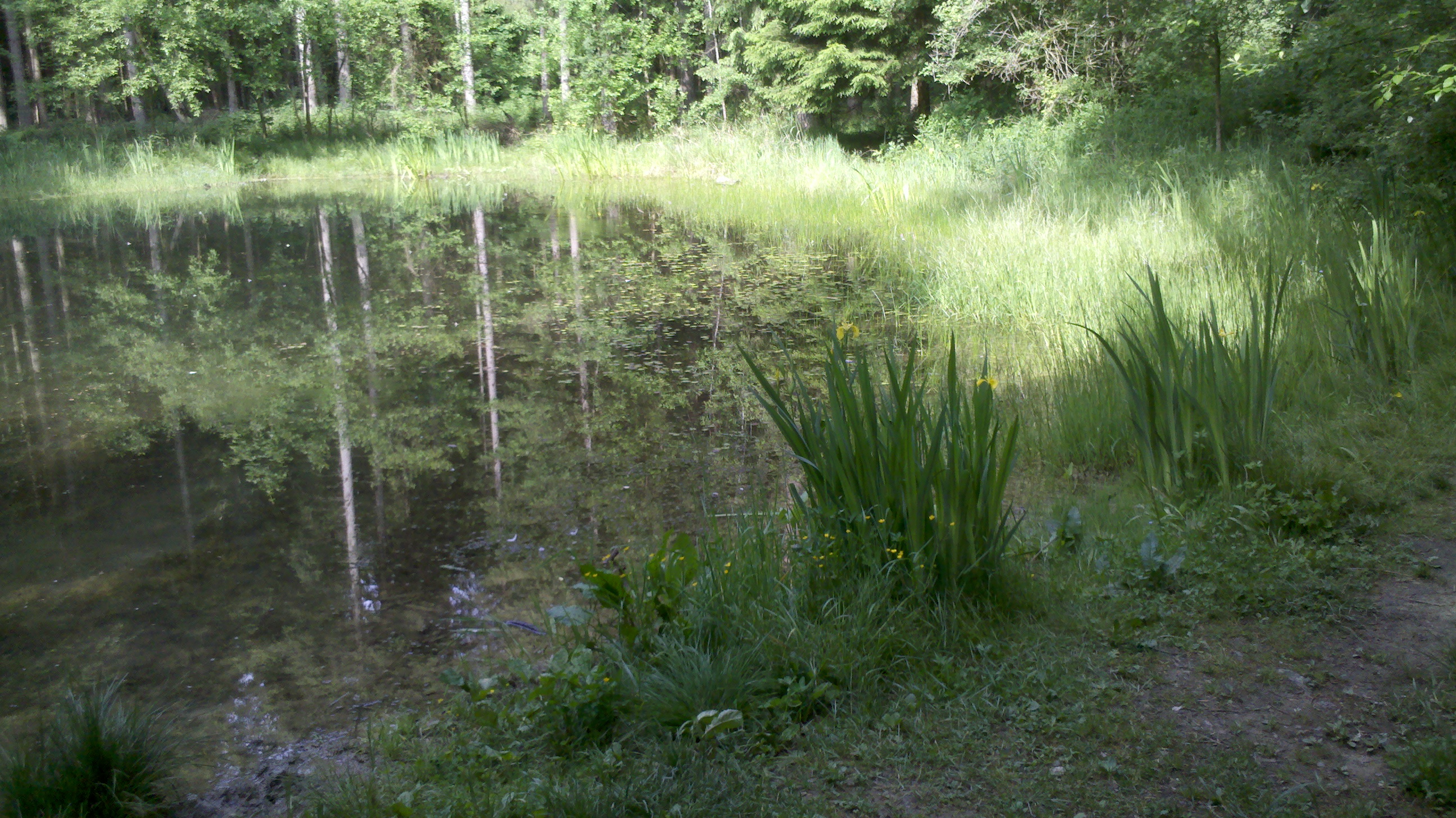
Stagno dei rospi nella foresta di Grünwald
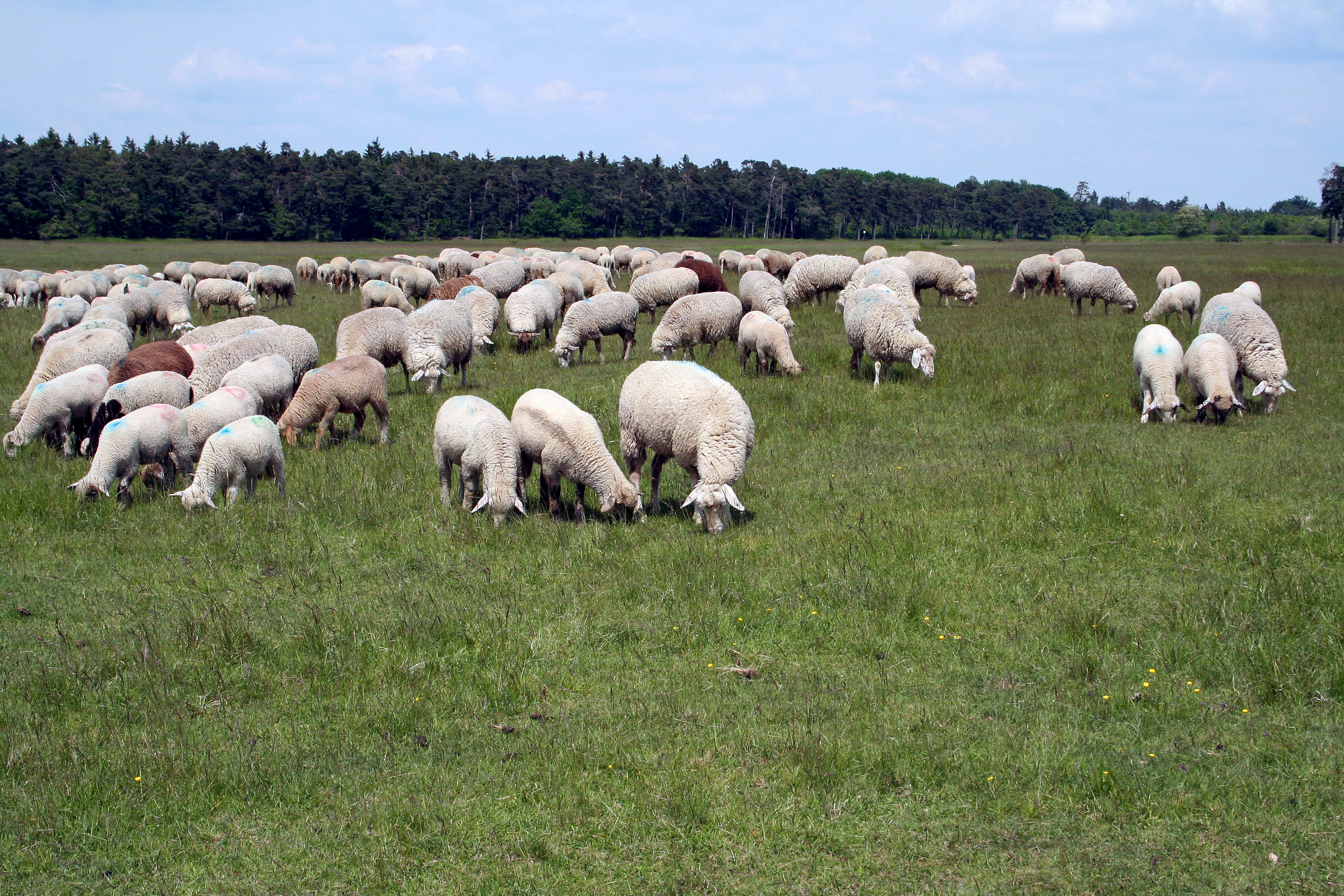
Pecore sul Panzerwiese
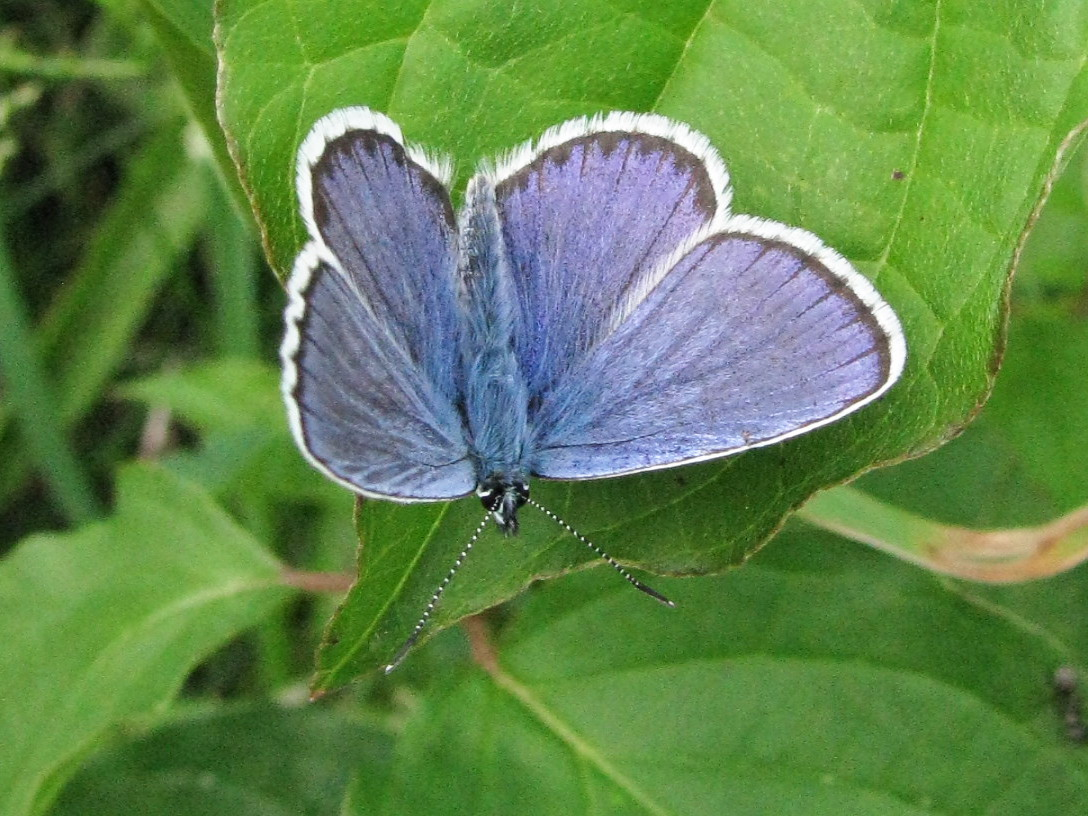
Farfalla al Virginia-Depot
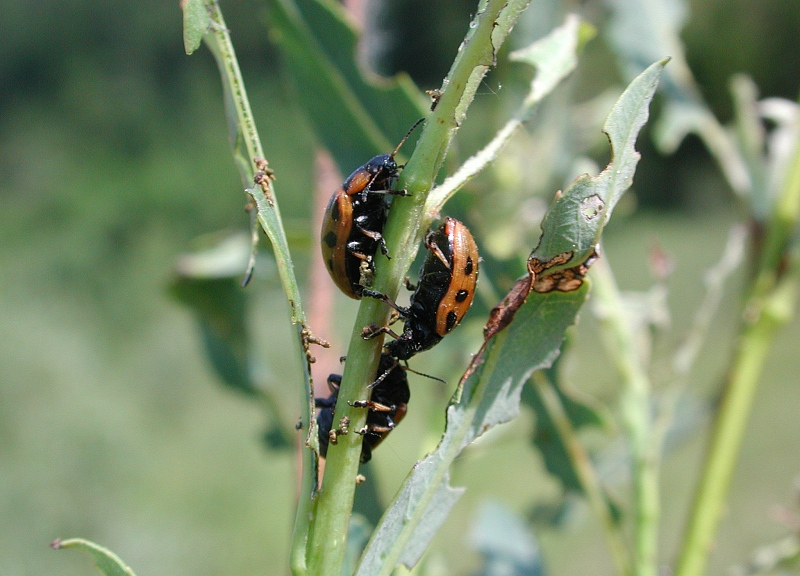
Coleottero delle Chrysomelidae nella valle dell'Isar
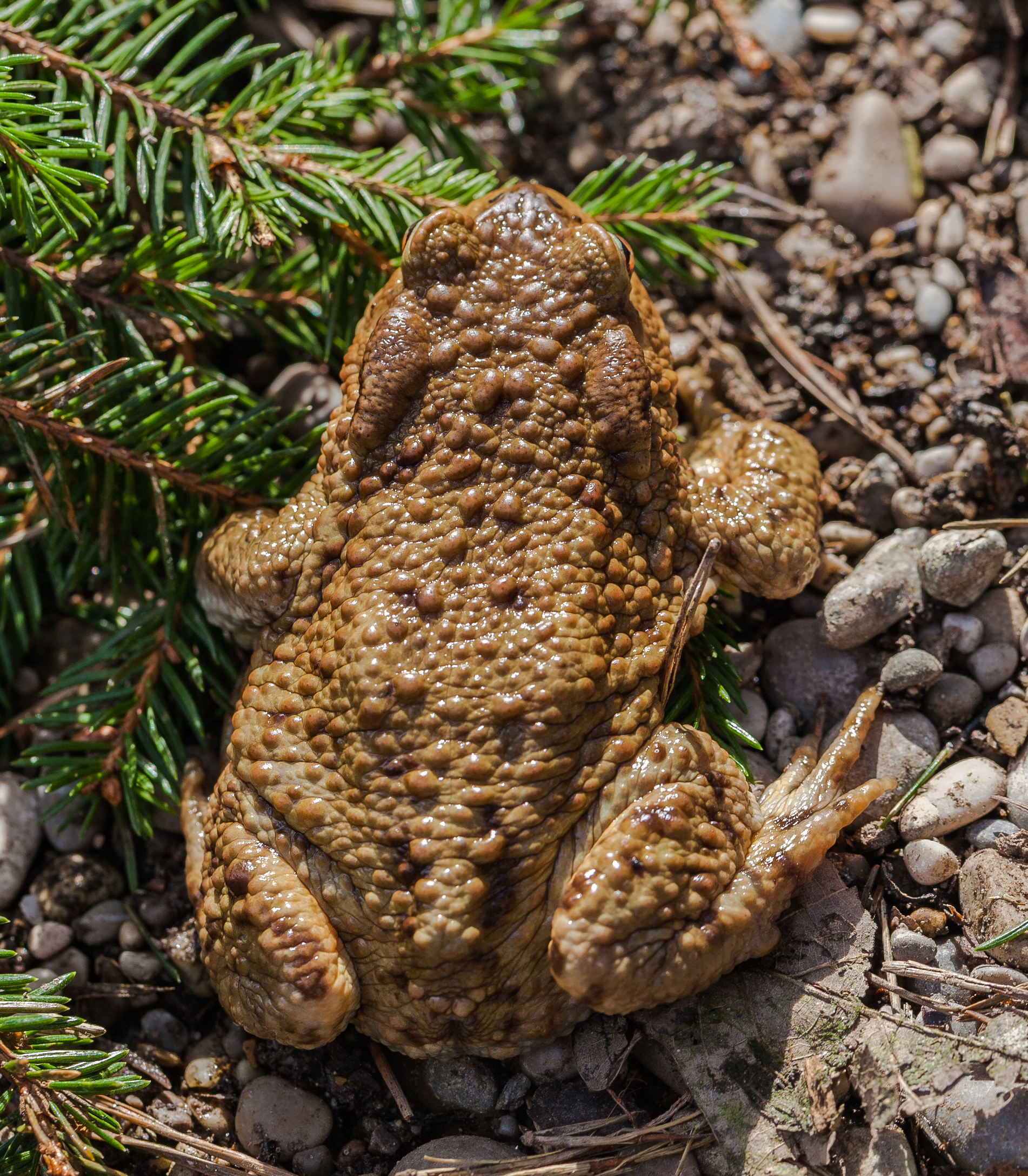
Rospo comune a Hartelholz
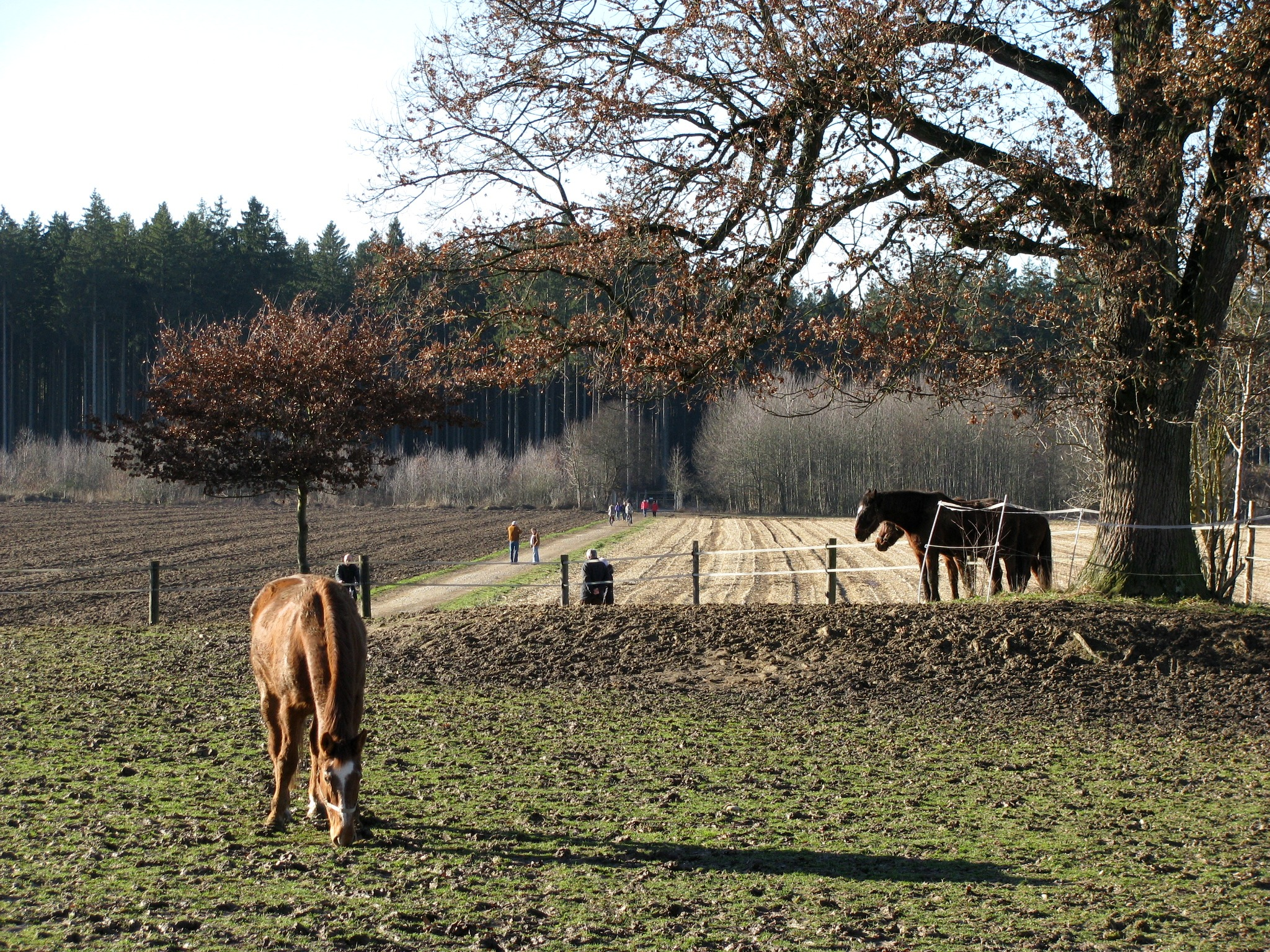
Cavalli nel parco di Forstenried
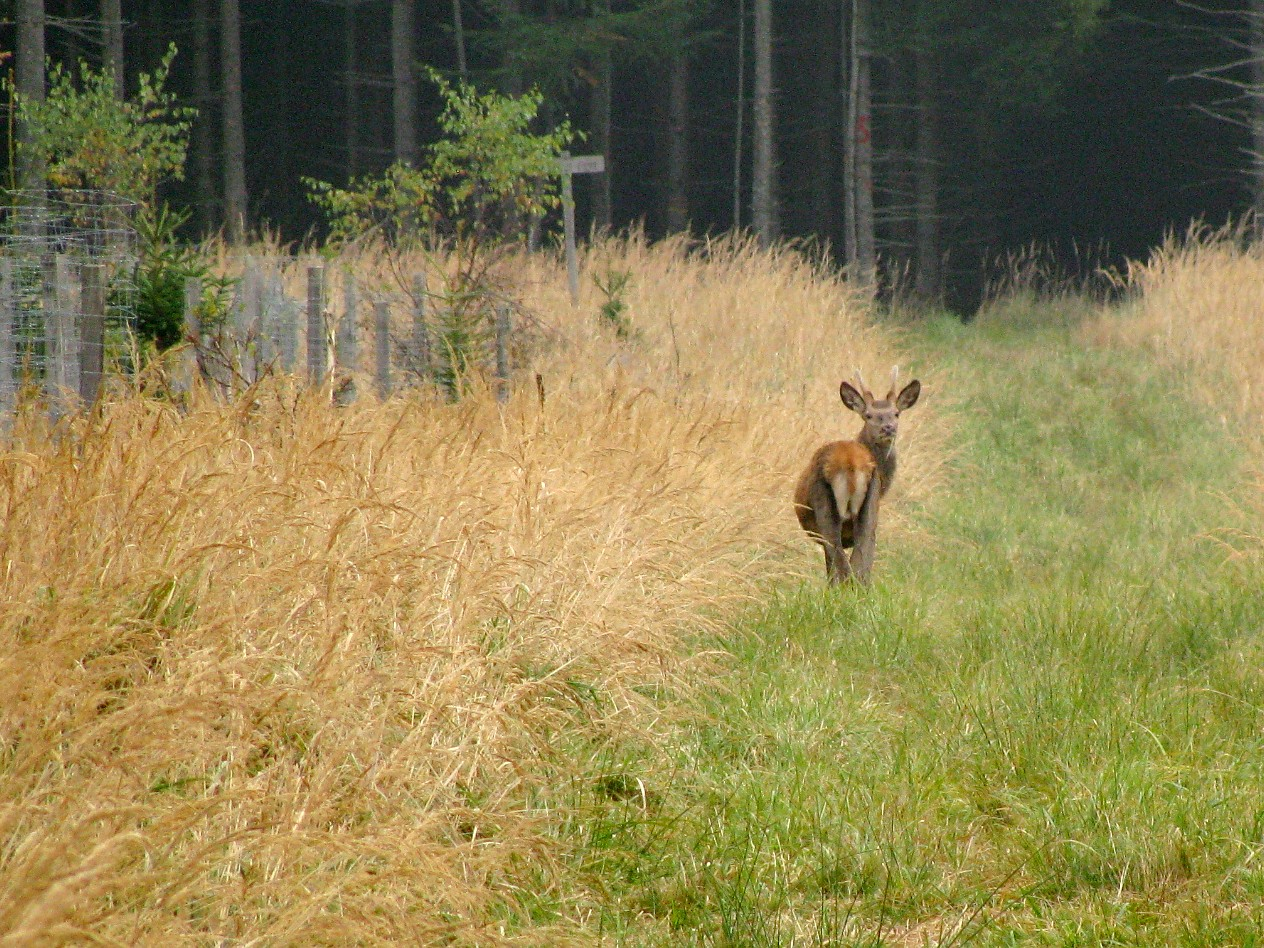
Cervo nel parco di Forstenried
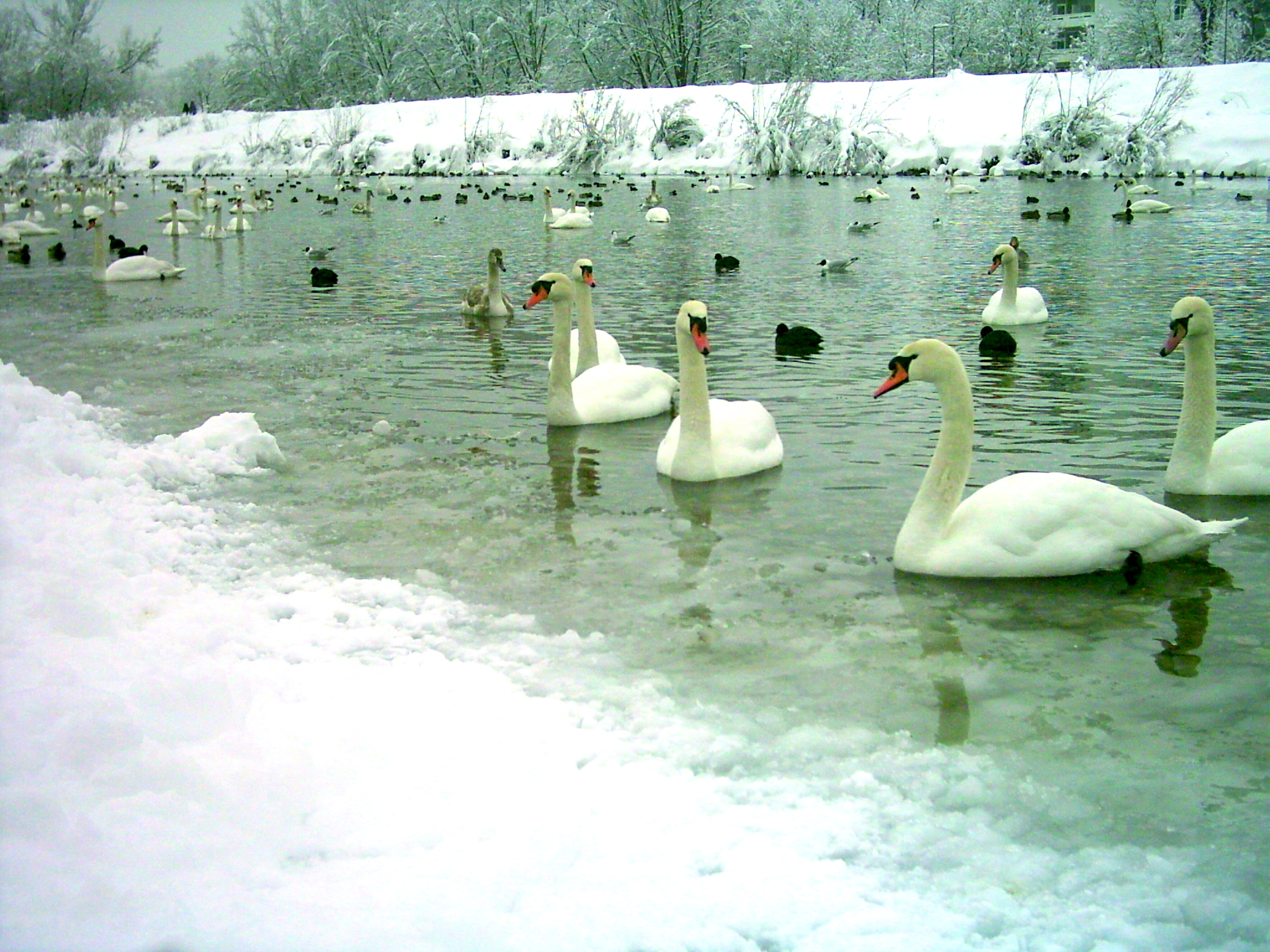
Uccelli acquatici al Flaucher
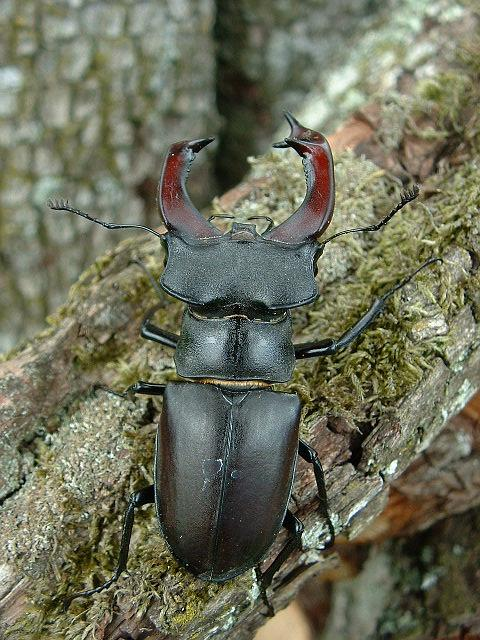
Cervo volante nell'Allacher Lohe